# 황세온
황세온(1994년 8월 4일~)은 대한민국의 여자 모델 겸 배우이다. 7세에 온가족이 뉴질랜드로 이주하였고 고등학생 때 모델로 데뷔하였다.

## 출연 작품

### 드라마
- 2015년 KBS 드라마 스페셜 《알젠타를 찾아서》- 최나리 역
- 2021년 쿠팡플레이 《어느 날》 - 홍국화 역
- 2022년 tvN 《연예인 매니저로 살아남기》 - 강희선 역
- 2024년 KBS 드라마 스페셜 《모퉁이를 돌면》- 주세연 역

### 영화
- 2018년 《카센타》 - 20대 여 역
- 2018년 《기도하는 남자》 - 수화커플 여 역
- 2019년 《낙인》
- 2025년 《동화지만 청불입니다》 - 채영 역